# Ligne de Bayon à Neuves-Maisons
La ligne de Bayon à Neuves-Maisons est une ligne de chemin de fer militaire, dite aussi ligne de guerre, construite et utilisée par l'Armée Française à la fin de la Première Guerre mondiale.
Mise en service dans sa totalité en septembre 1918, elle n'est utilisée que pendant un court laps de temps avant d'être abandonnée puis en partie déposée en 1928

## Histoire
En 1898, le conseil général du département de Meurthe-et-Moselle exprime le vœu d'une étude pour la création d'une ligne entre les gares de Pont-Saint-Vincent et de Bayon ou Charmes. Au mois de septembre, la Compagnie des chemins de fer de l'Est est mandaté, par le Ministre des travaux public, pour réaliser cette étude. Ce projet est rapidement abandonné, après une pré-étude du tracé.
Ce projet redevient d'actualité durant la Première Guerre mondiale. L'armée s'intéresse à cette ligne lorsque le front est devenu stable, le génie commence le chantier au début de l'année 1918 et elle est opérationnelle et utilisée le 25 septembre 1918.
Lors de sa séance du 29 avril 1919, le conseil général écoute l'avis des ingénieurs sur l'avenir de cette ligne. Il est totalement négatif car les défauts de sa construction nécessiteraient d'importants travaux et son tracé ne convient pas, il n'a pas une prévision de fréquentation pouvant laisser espérer la couverture les frais d'exploitation. L'avis des ingénieurs est de rejeter cette proposition de réutilisation faite par le ministre.
La ligne est déposée en 1928.

## Caractéristiques en 1919

### Tracé
La ligne prévue pour une double voies, n'en dispose que sur une partie du parcours le reste est à voie unique. Elle est établie sur les contreforts de la rive droite de la Moselle : « Elle a son origine sur la ligne de Blainville à Épinal non loin de la station de Bayon. Elle franchit le Rû de Breuil sur un pont en charpente, au sud-ouest de Bayon, et descend la vallée en traversant les villages de Lorey, Richardménil, Saint-Mard, Velle-sur-Moselle, Tonnoy, Flavigny, Messein, Neuves-Maisons. Elle se raccorde au passage à niveau de la route nationale 74 à la ligne de Toul à Pont-Saint-Vincent ».

### Gare
Elle dispose d'une seule gare située à Tonnoy. Elle est équipée d'une remise pour une machine.